# Sadie (John Farnham)
Sadie è il primo album di John Farnham, pubblicato nel 1968 per l'etichetta EMI.

## Tracce
1. "Friday Kind Of Monday" (J. Barry, E. Greenwich) – 2:44
2. "Are You Havin' Any Fun?" (S. Fain, J. Yellin) - 2:10
3. "Turn Around" (J. Farnham, D. Mackay) - 2:25
4. "Painting A Shadow" (R. Bainbridge, B. Pritchard) - 2:10
5. "Pay The Waiter" (H. Poulsen) - 2:31
6. "There's Got To Be A Word" (D. Ciccone)- 2:06
7. "Sadie (The Cleaning Lady)" (R. Gilmore, J. Madara, D. White) - 3:17
8. "Woman, Woman" (J. Glaser, J. Payne) - 3:13
9. "The Old Bazaar In Cairo" (C. Ford, C. Chester, K. Morris) - 1:53
10. "Come On Back To Me" (J. Farnham) - 1:39
11. "Miss Elaine E.S. Jones" (P. Nicodemus) - 2:31
12. "Otherwise It's Been A Perfect Day" (J. Farnham) - 2:30